# Henry Percy, barone Percy di Alnwick
Henry Percy (... – 1659) è stato un nobile, politico e generale inglese.

## Biografia
Fu il figlio minore di Henry Percy, IX conte di Northumberland e di Lady Dorothy Devereux.
Venne mandato a scuola a Isleworth, sotto l'insegnamento di Mr. Willis, e si iscrisse al Christ Church di Oxford il 7 dicembre 1624.
Nel 1628 venne eletto Membro del Parlamento per il Marlborough carica che occupò fino al 1629 quando il re Carlo I d'Inghilterra decise di governare senza parlamento per undici anni.
Il 21 marzo 1631 fece richiesta, senza successo, di ricoprire il posto di segretario del Cancelliere dello Scacchiere. Stratford pensò di nominarlo capitano di una compagnia nell'esercito irlandese, ma l'influenza esercitata da Lorenzo Gary impedì la nomina.
Come cortigiano Percy risultò più fortunato; egli godeva di grande influenza presso la regina Enrichetta Maria che impiegò per promuovere gli interessi di suo fratello Algernon e di suo cognato Robert Sidney, II conte di Leicester.
Nel marzo del 1633 Percy rappresentò l'amico Jerome Weston, II conte di Portland nel litigio tra questi e Henry Rich, I conte di Holland. La sua influenza, comunque, continuò ad aumentare: nel novembre 1639 venne nominato maestro di cavallo del principe di Galles e il 6 giugno 1640 arrivò la nomina a capitano e governatore a vita di Jersey .